# Johann Seyfried
Johann Seyfried (auch Seifried) OCist; (geboren 1577 in Breslau; gestorben 8. September 1625 in Zwettl) war ein österreichischer Zisterzienser. Von 1612 bis 1625 amtierte er als Abt des Stifts Zwettl.

## Leben
Johann Seyfried begann seine Studien zunächst noch in Breslau und bekam dort ein Kanonikat. Im Anschluss ging er mit mehreren Mitstudenten, unter ihnen auch Georg II. Grill und Anton Wolfradt, an das Collegium Germanicum nach Rom, wo er zum Doktor der Theologie und zum Doktor beider Rechte promoviert wurde. Nach Ende ihrer Studien begaben sie sich gemeinsam auf dem Weg nach Hause in das Kloster Cîteaux und begannen dort ein Noviziat. Nach wenigen Monaten wurden sie vom Generalabt Edmond de la Croix als Deutsche mit Empfehlungsschreiben in das Stift Heiligenkreuz entlassen, wo sie ihr Noviziat beendeten. Johann Seyfried legte 1604 die Profess ab und war daraufhin bis 1612 u. a. als Stiftsbibliothekar, Kämmerer, Waldschaffer, Küchenmeister, Kellermeister und als Kastner tätig. Unter Vorsitz seines Abtes Paul Schönebner wurde er im März, anderen Angaben zufolge im April 1612 als Abt des Stifts Zwettl postuliert und kurz darauf als solcher installiert.
Im Jahre 1615 wurde er durch Subdelegation als Visitator des Ordens für Böhmen, Mähren, Schlesien, die Lausitz und Österreich berufen. Aus dieser Funktion heraus berief er seinen ehemaligen Connovizen Christoph Schäffer als Abt des Stifts Heiligenkreuz. Abt Seyfried galt als wissenschaftlich hochgebildet, verfasste mehrere eigene Werke und ließ ab 1617 philosophische Studien zur Pflege der Wissenschaften einführen. Im Kloster beauftragte er seinen Hofkaplan und Weltpriester Martin Otto Theologie und den Salemer Zisterzienser Ulrich Simflin Philosophie zu lehren. Während seiner Amtszeit wurde der Bestand der klostereigenen Bibliothek bedeutend vermehrt, die Gründung einer theologischen Schule wurde jedoch durch kriegerische Ereignisse verhindert.
Nachdem der Dreißigjährige Krieg ausgebrochen war, wurden im November 1618 sowohl die Stadt Zwettl erobert, als auch das Stift besetzt. Zwar waren die meisten Mitglieder des Konvents zu diesem Zeitpunkt geflohen, die verbliebenen beiden Priester und Abt Seyfried standen jedoch unter dem persönlichen Schutz des mit ihm befreundeten protestantischen Grafen von Thurn aus Böhmen. Die Belagerung Zwettls zwang die Menschen schließlich Schutz im Stift zu suchen, die rasch zur Neige gehenden Lebensmittel ließen ihr Vieh verhungern und die Menschen aßen unreife Früchte, wodurch die Ruhr ausbrach. Pater Jakob der alle Verstorbenen aufzeichnete, ließ insgesamt etwa 4000 Leichen einsegnen. Um die finanzielle Not zu lindern, ersuchte Abt Johann bei Kaiser Rudolf mit den Worten: „weil er mit seinem Kloster ganz heruntergekommen sei und nichts habe, womit er sein Leben fristen könne“ um Hilfe, erhielt jedoch nichts. 1623 erbat er sich dann letztlich einen Kredit bei einem Verwandten, dem Abt vom Stift Göttweig.
Während seiner Amtszeit ließ Abt Seyfried das Konventgebäude umbauen, einen Turm auf das Kirchendach aufsetzen, einen Meierhof neu errichten sowie wertvolle Paramente zur Zierde der Kirche anschaffen. Abt Johann Seyfried, der immer besonderem Wert auf die Einhaltung der Klosterdisziplin gelegt hatte, starb am 8. September 1625 im Alter von 48 Jahren, von denen er wie es hieß, 13 in gewiss nicht beneidenswerter Stellung als Abt in Zwettl verlebte.

## Werke
- Codex Rudolfinus, als Abschrift unter dem Titel: Epistolarium Rudolphi Primi Imperatoris Libri tres, Fol. 214 Seiten
- Arbor Aniciana seu Genealogia Serenissimorum Augustissimae Austriae Domus Principum ab Anicia antiquissima nobilissimaque Vrbis Romae Familia deducta septemque libris explicata, Typis J. Fidleri, Viennae Austriae, 1613. OCLC 458778754
- Pennae Aquilinae id est D. Rudolphi I. Caes. Aug. Epistolae, Coloniae Agrippinae Sumptibus An- thonii Hierat Bibliopolae, Anno 1618.[1]
- Apologia insignis de monasterio abbato Monialium S. Bernardi contra PP. Societatis, Fol. 314 S. (MS. im Stiftsarchiv Bd. X. I. 3).[1]
- Annales Austriae auctore Fr. Joanne Seifrido, Silesio Vratislaviensi, Cist. Ord. in monasterio Claraevallis Austriae vulgo Zwethal Abbare, (MS. im Stiftsarchiv Handschriften III. Fol. 314 S.).[1]